# Plongeon aux Jeux olympiques de la jeunesse de 2018
Navigation
Édition précédente Édition suivante
Les épreuves de plongeon aux Jeux olympiques de la jeunesse de 2018 ont lieu au Parque Polideportivo Roca de Buenos Aires, en Argentine, du 17 au 17 octobre 2018.
Les quatre épreuves, deux par sexe, sont le tremplin de 3 m et le haut-vol à 10 m. Une épreuve mixte consiste pour un plongeur et une plongeuse de nationalité différentes non pas à faire un saut synchronisé mais à effectuer chacun un saut individuel en tremplin et deux en haut-vol.
Vingt-trois nationalités sont représentées pour ce concours et la nation hôte, l'Argentine, n'a pas souhaité aligné de sportif dans cette discipline.
La plongeuse chinoise Lin Shan réussit l'exploit de gagner le titre dans toutes les catégories possible sur 3 m, 10 m et par équipe mixte associé au colombien Daniel Restrepo.

## Compétitions
| Compétition             | Or                       | Argent                   | Bronze                        |
| ----------------------- | ------------------------ | ------------------------ | ----------------------------- |
| 3 m tremplin garçons    | Daniel Restrepo          | Anthony Harding          | Ruslan Ternovoi               |
| 10 m plateforme garçons | Randal Willars           | Lian Junjie              | Ruslan Ternovoi               |
| 3 m tremplin filles     | Lin Shan                 | Uliana Kliueva           | Bridget O'Neil                |
| 10 m plateforme filles  | Lin Shan                 | Sofiya Lyskun            | Gabriela Agúndez              |
| Duo mixtes              | Lin Shan Daniel Restrepo | Elena Wassen Lian Junjie | Sofiya Lyskun Ruslan Ternovoi |

## Tableau des médailles
| Rang  | Nation          | Or | Argent | Bronze | Total |
| ----- | --------------- | -- | ------ | ------ | ----- |
| 1     | Chine           | 2  | 1      | 0      | 3     |
| -     | Équipes mixtes  | 1  | 1      | 1      | 3     |
| 2     | Mexique         | 1  | 0      | 1      | 2     |
| 3     | Colombie        | 1  | 0      | 0      | 1     |
| 4     | Russie          | 0  | 1      | 2      | 3     |
| 5     | Grande-Bretagne | 0  | 1      | 0      | 1     |
| 5     | Ukraine         | 0  | 1      | 0      | 1     |
| 6     | États-Unis      | 0  | 0      | 1      | 1     |
| Total | Total           | 5  | 5      | 5      | 15    |